# Kolopsis
Kolopsis — вимерлий рід сумчастих дипротодонтидних з Австралії та Папуа Нової Гвінеї. Він містить три види although K. rotundus may be more closely related to other zygomaturines than to Kolopsis.
- †Kolopsis rotundus Plane 1967 — пліоцен, річка Ватут, Папуа-Нова Гвінея
- †Kolopsis torus Woodburne, 1967 — міоцен, Алкута, Північна територія, Австралія
- †Kolopsis yperus Murray, Megirian & Wells, 1993 — міоцен, Алкута, Північна територія, Австралія